# Amenukal
Amenukal (o amenokal) è il titolo che, presso la società tuareg è (o era) attribuito ai capi supremi di una confederazione di tribù (tawsit) installate in un dato territorio (tobol). L'amenukal detiene l'ettebel, il tamburo di guerra che è il simbolo del suo potere.
L'origine del capo supremo dei tuareg viene fatta risalire a Tin Hinan, la mitica regina fondatrice dei tuareg..

## Descrizione
Non tutte le confederazioni hanno un capo supremo, e non tutti i capi supremi hanno il titolo di amenukal (spesso viene usato anche il termine amɣar, che spetta anche ai capi delle singole tribù). Si conoscono in particolare amenukal dell'Ahaggar presso i tuareg del Nord, dei Kel Adagh nel Mali e dell'Azawagh, nel Niger.
La sovranità di un amenukal non è certo quella di un capo assoluto: egli è piuttosto un primus inter pares, una figura di riferimento di importanza soprattutto simbolica, anche se non sono mancati amenukal dalla personalità particolarmente energica, che hanno saputo radunare intorno alla propria persona un forte potere anche effettivo (per esempio Musa ag Amastan).
In linea di principio il titolo di amenukal è ereditario (in certi casi, come nell'Ahaggar, secondo un principio matrilineare), all'interno delle tribù "nobili" di ogni confederazione (vedi tabella), ma l'ascendenza non basta: l'amenukal viene di solito eletto, in una cerchia di possibili candidati, da un'assemblea di capi delle tribù, che valutano anche le sue qualità di saggezza, valore e capacità di comando. Questa caratteristica di capo "scelto" e non imposto è evidente anche per il fatto che un amenukal è sempre revocabile. E di fatto nella storia si conoscono casi in cui vi è stato un passaggio di poteri prima della morte dell'amenukal (soprattutto all'epoca dell'arrivo dei Francesi, quando si scontrarono correnti di rifiuto e correnti favorevoli ad avere buoni rapporti con la potenza coloniale).
|                  | Confederazione                       | Tribù in cui si sceglie l'amenukal | Tribù in cui si sceglie l'amenukal |
| Tuareg del Nord  | Kel Ahaggar                          | Imenan, poi:                       | Kel Ghela                          |
| Tuareg del Nord  | Kel Ajjer                            | Imenan, poi:                       | Uraghen                            |
| Kel Air          | Kel Fadey                            | Ighalgwen                          | Ighalgwen                          |
| Kel Air          | Kel Ferwan                           | Irawattan                          | Irawattan                          |
| Tuareg del Mali  | Kel Adagh                            | Kel Afella                         | Kel Afella                         |
| Tuareg del Mali  | Iullemmeden Kel Ataram (dell'Ovest)  | Kel Telateyt                       | Kel Telateyt                       |
| Tuareg del Niger | Iullemmeden Kel Dinnik (dell'Est)    | Kel Nan                            | Kel Nan                            |
| Tuareg del Niger | Kel Gres                             | Tatamaqaret                        | Tatamaqaret                        |
| Tuareg del Niger | Tuareg della riva destra (Harabanda) | Tingeregedesh                      | Tingeregedesh                      |
Oggi il titolo di amenukal, là dove sussiste, è solo onorifico, ma per le popolazioni tuareg l'amenukal è ancora un simbolo importante di identità e coesione del gruppo, soprattutto oggi, in un mondo che tende a fare scomparire molti valori identitari.

## Etimologia
L'etimologia del termine amenukal è piuttosto disputata. Questo termine è usato solo dai tuareg ed è difficile trovare radici berbere in grado di giustificare questo significato. Probabilmente si tratta di un antico composto, immaginando che la parte finale abbia a che fare con il termine Kel che in lingua tuareg (e solo in tuareg) viene premesso ai nomi di tribù.
A complicare le cose, vi è la questione dei rapporti possibili (ma linguisticamente difficili da valutare) tra amenukal e un termine frequente nelle antiche iscrizioni libiche, MNKD, corrispondente al latino Imperator. Inoltre, si tramanda che il titolo dei "re" dei guanci delle isole Canarie era mencey, il che ha ulteriori assonanze con amenukal, ma sembra comunque difficile da accostare al termine tuareg.